# Ponte de Frieira
A Ponte de Frieira, ou Ponte medieval de Frieira, construída sobre o rio Vale de Moinhos, localiza-se na freguesia de Macedo do Mato, no Município de Bragança, no Distrito de Bragança, em Portugal.
Encontra-se classificada como Imóvel de Interesse Municipal desde 1990.

## História
Remonta possivelmente ao século XV.
A ponte foi durante muitos anos o único acesso à aldeia de Sanceriz. Recentemente foi construída uma nova ponte junto a esta, o que desviou todo o tráfego e contribui para a conservação efetiva do monumento.

## Características
Em alvenaria de pedra, apresenta tabuleiro em cavalete assente em cinco arcos de volta perfeita, sendo o do meio maior. Tem um talha-mar a jusante. As guardas, em pedra, apresentam sinais de restauro. O pavimento é do tipo de calçada portuguesa.